# Big Circumstance
Big Circumstance è il sedicesimo album di Bruce Cockburn, pubblicato dalla True North Records nel 1989. Il disco fu registrato tra il luglio e l'agosto del 1988 al Manta Sound di Toronto (Canada).

## Tracce
Lato A
1. If a Tree Falls – 5:43
2. Shipwrecked at the Stable Door – 3:38
3. Gospel of Bondage – 5:45 (Bruce Cockburn)
4. Don't Feel Your Touch – 4:49 (Bruce Cockburn)
5. Tibetan Side of Town – 6:59 (Bruce Cockburn)
6. Understanding Nothing – 4:26 (Bruce Cockburn)

Lato B
1. Where the Death Squad Lives – 4:28 (Bruce Cockburn)
2. Radium Rain – 9:22 (Bruce Cockburn)
3. Pangs of Love – 5:18 (Bruce Cockburn)
4. The Gift – 6:04 (Bruce Cockburn)
5. Anything Can Happen – 4:31 (Bruce Cockburn)

Edizione CD del 2005, pubblicato dalla Rounder Records
1. If a Tree Falls – 5:43 (Bruce Cockburn)
2. Shipwrecked at the Stable Door – 3:38 (Bruce Cockburn)
3. Gospel of Bondage – 5:45 (Bruce Cockburn)
4. Don't Feel Your Touch – 4:49 (Bruce Cockburn)
5. Tibetan Side of Town – 6:59 (Bruce Cockburn)
6. Understanding Nothing – 4:26 (Bruce Cockburn)
7. Where the Death Squad Lives – 4:29 (Bruce Cockburn)
8. Radium Rain – 9:22 (Bruce Cockburn)
9. Pangs of Love – 5:18 (Bruce Cockburn)
10. The Gift – 6:04 (Bruce Cockburn)
11. Anything Can Happen – 4:31 (Bruce Cockburn)
12. If a Tree Falls – 5:41 (Bruce Cockburn) – Bonus track - acoustic version

## Musicisti
- Bruce Cockburn  - voce, chitarra, armonica
- Jon Goldsmith  - tastiere, auto harp elettrica
- Hugh Marsh - violino
- Myron Schultz - clarinetto
- Fergus James Marsh  - basso, chapman stick
- Michael Sloski  - batteria, percussioni
- Judy Cade  - accompagnamento vocale, cori
- Mary Margaret O'Hara  - accompagnamento vocale, cori
- Mose Scarlett  - accompagnamento vocale, cori
- Richie Cannata-saxofon solo